# Munyiginya
Munyiginya (Kinyarwanda Umurenge wa Munyiginya) ist einer von 14 Sektoren des Distrikts Rwamagana in der Ostprovinz von Ruanda.

## Geographie
Der Sektor Munyiginya hat eine Fläche von 32,0 km². Er setzt sich aus den Zellen Binunga, Bwana, Cyarukamba, Cyimbazi, Nkomangwa und Nyarubuye zusammen. Nachbarsektoren sind im Nordosten Kiramuruzi, im Osten Gishali, im Süden Mwulire, im Westen Musha und im Nordwesten Murambi. im Norden liegt Munyiginya am Muhazi-Stausee.

## Bevölkerung
Nach Stand der Volkszählung von 2022 liegt die Einwohnerzahl bei 24.197. Zehn Jahre zuvor waren es 16.980, was einem jährlichen Bevölkerungszuwachs von 3,6 Prozent zwischen 2012 und 2022 entspricht.

## Verkehr
Durch den äußersten Süden des Sektors verläuft in Ost-West-Richtung die Nationalstraße 4.